# Premio al Máximo Goleador de la K League
El Premio al Máximo Goleador de la K League es un premio de fútbol para los jugadores de la K League. El premio es otorgado al mejor goleador de la liga de cada temporada.

## Ganadores

### K League 1 (1983-presente)
| Año  | Futbolista       | Club                                   | Goles | Part. | Prom. |
| ---- | ---------------- | -------------------------------------- | ----- | ----- | ----- |
| 1983 | Park Yoon-ki     | Yukong Elephants                       | 9     | 14    | 0.64  |
| 1984 | Baek Jong-chul   | Hyundai Horang-i                       | 16    | 28    | 0.57  |
| 1985 | Piyapong Pue-on  | Lucky-Goldstar Hwangso                 | 12    | 21    | 0.57  |
| 1986 | Chung Hae-won    | Daewoo Royals                          | 10    | 19    | 0.53  |
| 1987 | Choi Sang-kook   | POSCO Atoms                            | 15    | 30    | 0.50  |
| 1988 | Lee Kee-keun     | POSCO Atoms                            | 12    | 23    | 0.52  |
| 1989 | Cho Keung-yeon   | POSCO Atoms                            | 20    | 39    | 0.51  |
| 1990 | Yoon Sang-chul   | Lucky-Goldstar Hwangso                 | 12    | 30    | 0.40  |
| 1991 | Lee Kee-keun     | POSCO Atoms                            | 16    | 37    | 0.43  |
| 1992 | Lim Keun-jae     | LG Cheetahs                            | 10    | 30    | 0.33  |
| 1993 | Cha Sang-hae     | POSCO Atoms                            | 10    | 23    | 0.43  |
| 1994 | Yoon Sang-chul   | LG Cheetahs                            | 21    | 28    | 0.75  |
| 1995 | Roh Sang-rae     | Chunnam Dragons                        | 15    | 26    | 0.58  |
| 1996 | Shin Tae-yong    | Cheonan Ilhwa Chunma                   | 18    | 24    | 0.75  |
| 1997 | Kim Hyun-seok    | Ulsan Hyundai Horang-i                 | 9     | 17    | 0.53  |
| 1998 | Yoo Sang-chul    | Ulsan Hyundai Horang-i                 | 14    | 20    | 0.70  |
| 1999 | Saša Drakulić    | Suwon Samsung Bluewings                | 18    | 26    | 0.69  |
| 2000 | Kim Do-hoon      | Jeonbuk Hyundai Motors                 | 12    | 20    | 0.60  |
| 2001 | Sandro Cardoso   | Suwon Samsung Bluewings                | 13    | 22    | 0.59  |
| 2002 | Edmilson         | Jeonbuk Hyundai Motors                 | 14    | 27    | 0.52  |
| 2003 | Kim Do-hoon      | Seongnam Ilhwa Chunma                  | 28    | 40    | 0.70  |
| 2004 | Mota             | Jeonnam Dragons                        | 14    | 22    | 0.64  |
| 2005 | Leandro Machado  | Ulsan Hyundai Horang-i                 | 13    | 17    | 0.76  |
| 2006 | Woo Sung-yong    | Seongnam Ilhwa Chunma                  | 16    | 28    | 0.57  |
| 2007 | Cabore           | Gyeongnam FC                           | 17    | 25    | 0.68  |
| 2008 | Dudu             | Seongnam Ilhwa Chunma                  | 15    | 26    | 0.58  |
| 2009 | Lee Dong-gook    | Jeonbuk Hyundai Motors                 | 20    | 27    | 0.74  |
| 2010 | Yoo Byung-soo    | Incheon United                         | 22    | 28    | 0.79  |
| 2011 | Dejan Damjanović | FC Seoul                               | 23    | 29    | 0.79  |
| 2012 | Dejan Damjanović | FC Seoul                               | 31    | 42    | 0.74  |
| 2013 | Dejan Damjanović | FC Seoul                               | 19    | 29    | 0.66  |
| 2014 | Santos Júnior    | Suwon Samsung Bluewings                | 14    | 35    | 0.40  |
| 2015 | Kim Shin-wook    | Ulsan Hyundai                          | 18    | 38    | 0.47  |
| 2016 | Jung Jo-gook     | Gwangju FC                             | 20    | 31    | 0.65  |
| 2017 | Johnathan        | Suwon Samsung Bluewings                | 22    | 29    | 0.76  |
| 2018 | Marcão           | Gyeongnam FC                           | 26    | 31    | 0.84  |
| 2019 | Adam Taggart     | Suwon Samsung Bluewings                | 20    | 33    | 0.61  |
| 2020 | Júnior Negrão    | Ulsan Hyundai                          | 26    | 27    | 0.96  |
| 2021 | Joo Min-kyu      | Jeju United                            | 22    | 34    | 0.65  |
| 2022 | Cho Gue-sung     | Gimcheon Sangmu Jeonbuk Hyundai Motors | 17    | 31    | 0.55  |
| 2023 | Joo Min-kyu      | Ulsan Hyundai                          | 17    | 36    | 0.47  |
| 2024 | Stefan Mugoša    | Incheon United                         | 15    | 38    | 0.39  |

### K League 2 (2013-presente)
| Año  | Futbolista    | Club            | Goles | Part. | Prom. |
| ---- | ------------- | --------------- | ----- | ----- | ----- |
| 2013 | Lee Keun-ho   | Sangju Sangmu   | 15    | 25    | 0.60  |
| 2014 | Adriano       | Daejeon Citizen | 27    | 32    | 0.84  |
| 2015 | Johnathan     | Daegu FC        | 26    | 39    | 0.67  |
| 2016 | Kim Dong-chan | Daejeon Citizen | 20    | 39    | 0.51  |
| 2017 | Marcão        | Gyeongnam FC    | 22    | 32    | 0.69  |
| 2018 | Na Sang-ho    | Gwangju FC      | 16    | 31    | 0.52  |
| 2019 | Felipe        | Gwangju FC      | 19    | 27    | 0.70  |
| 2020 | An Byong-jun  | Suwon FC        | 21    | 26    | 0.81  |
| 2021 | An Byong-jun  | Busan IPark     | 23    | 34    | 0.68  |
| 2022 | Yu Kang-hyun  | Chungnam Asan   | 19    | 40    | 0.48  |
| 2023 | Luis Mina     | Gimpo FC        | 16    | 34    | 0.47  |
| 2024 | Bruno Mota    | Cheonan City    | 16    | 35    | 0.46  |